# Geheel getal van Eisenstein

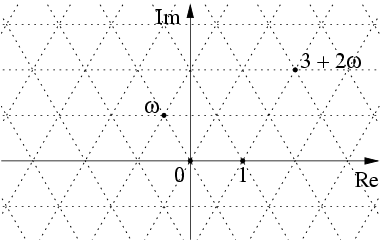
en zijn twee voorbeelden van gehele getallen van Eisenstein.

In in de wiskunde is een geheel getal van Eisenstein, een complex getal van de vorm 
{\displaystyle z=a+b\omega }
waarin {\displaystyle a} en {\displaystyle b} gehele getallen zijn en
{\displaystyle \omega ={\tfrac {1}{2}}(-1+i{\sqrt {3}})=e^{2\pi i/3}}
een complexe eenheidswortel is. De gehele getallen van Eisenstein vormen een driehoekig rooster in het complexe vlak, in tegenstelling tot de gehele getallen van Gauss, die een vierkant rooster in het complexe vlak vormen. De gehele getallen van Eisenstein zijn naar Ferdinand Eisenstein genoemd en vinden toepassing bij het formuleren van de kubische reciprociteit.
De gehele getallen van Eisenstein zijn net zoals de gehele getallen van Gauss kwadratisch gehele getal.

## Eigenschappen
De gehele getallen van Eisenstein vormen een commutatieve ring van algebraïsche gehele getallen in het algebraïsche getallenlichaam {\displaystyle \mathbb {Q} (\omega )}. Om in te zien dat de gehele getallen van Eisenstein algebraïsche gehele getallen zijn, dient te worden opgemerkt dat {\displaystyle z=a+b\omega } een wortel is van 
{\displaystyle z^{2}-(2a-b)z+(a^{2}-ab+b^{2})}
Voor {\displaystyle \omega } geldt dat {\displaystyle \omega ^{3}=1} en dat {\displaystyle \omega ^{2}+\omega +1=0}.
De norm {\displaystyle N} van een geheel getal van Eisenstein is het kwadraat van de absolute waarde, dus wordt gegeven door
{\displaystyle N(a+b\omega )=|a+b\omega |^{2}=a^{2}-ab+b^{2}},
immers:
{\displaystyle |a+b\ \omega |^{2}=(a+b\ \omega )(a+b\ {\bar {\omega }})=a^{2}+ab(\omega +{\bar {\omega }})+b^{2}\omega {\bar {\omega }}=a^{2}-ab+b^{2}}
De norm van een geheel getal van Eisenstein is een geheel getal.
De eenhedengroep in de ring van gehele getallen van Eisenstein is de cyclische groep die wordt voortgebracht door de zesde eenheidswortel in het complexe vlak. De groep bestaat uit de elementen {\displaystyle \pm 1,\ \pm \omega ,\ \pm \omega ^{2}}. Het betreft juist de gehele getallen van Eisenstein met norm 1.

## Euclidisch domein
De ring van de gehele getallen van Eisenstein is een euclidisch domein met als norm {\displaystyle N}.

## Websites
- (en)  MathWorld. Eisenstein Integer.